# Empoasca pictifrons
Empoasca pictifrons är en insektsart som först beskrevs av Henry Fairfield Osborn 1928.  Empoasca pictifrons ingår i släktet Empoasca och familjen dvärgstritar. Inga underarter finns listade i Catalogue of Life.